# Pío Tristán
Juan Pío de Tristán y Moscoso (Arequipa, 1773 - Lima, 1859) était un militaire et homme politique péruvien, qui combattit dans les rangs royalistes espagnols lors de la guerre d’indépendance hispano-américaine. Il vint à occuper par intérim, et pour une très courte période, la fonction de vice-roi du Pérou, figurant ainsi comme l'ultime haut représentant de l’Espagne dans cette partie du monde.
Après l’indépendance du Pérou en 1824, ayant fait siennes les conceptions républicaines, il occupa plusieurs fonctions politiques importantes au sommet du nouvel État.
Il était l’oncle de la femme de lettres et militante féministe Flora Tristan, et par conséquent l'arrière-grand-oncle du peintre Paul Gauguin, petit-fils de celle-ci.

## Jeunes années
Tristán naquit à Arequipa, ville située dans ce qui était alors la Vice-royauté du Pérou, au sein d’une famille aristocratique composée de José Joaquín Tristán del Pozo y Carassa, son père, et de María Mercedes Moscoso Pérez Oblitas, sa mère, et reçut sa première éducation au Pérou. À l’âge de 7 ans, il accompagna son père quand celui-ci participait à l’écrasement de la rébellion indienne de Túpac Amaru au début des années 1780.
Le jeune Tristán s’engagea dans le régiment de Soria, où il atteignit le grade de sous-lieutenant, et comme membre duquel il partit pour l’Espagne, effectuant la traversée de l’océan en passant par le cap Horn, itinéraire habituel à cette époque. Il épousa sa nièce Joaquina Flores y Tristán.

## Séjour en Espagne, en France et dans le Río de la Plata
Arrivé dans la péninsule Ibérique, il suivit des études à l’université de Salamanque, où il fit la connaissance de Manuel Belgrano. Tristán interrompit sa carrière militaire et passa en France, pour y étudier au collège de Bénédictins de Sorèze. Cependant, les événements de la Révolution française le contraignirent à retourner en Espagne.
Il reprit alors sa carrière dans l’armée et prit part à des opérations militaires contre les troupes françaises dans le Roussillon. À la fin du XVIIIe siècle, il rentra en Amérique, séjournant d’abord deux ans à Buenos Aires comme adjoint du vice-roi du Río de la Plata, Pedro de Melo.

## Dans l’armée royale
En 1809, il retourna dans son pays natal et s’enrôla dans l’armée royaliste que commandait son cousin, le brigadier José Manuel de Goyeneche. Cette année-là éclatèrent dans la Haut-Pérou une série de soulèvements contre l’autorité espagnole, notamment à Chuquisaca, que Goyeneche reçut mission de réprimer, et Tristán se trouva dans les troupes mobilisées à cet effet. En 1810, le vice-roi du Pérou ordonna de défendre les provinces du Haut-Pérou ― qui appartenaient à la vice-royauté du Río de la Plata ― contre l’offensive lancée par les révolutionnaires du Río de la Plata, qui y avaient dépêché leur armée du Nord. Pío Tristán fut présent à la bataille de Huaqui (ou du Desaguadero), en juin 1811, avec le grade de colonel et de major-général de l’armée commandée par Goyeneche. Cette bataille, dont les forces espagnoles sortirent victorieuses, permit aux royalistes de recouvrer le Haut-Pérou auparavant occupé par les révolutionnaires.

## Offensive contre le nord de l’Argentine
Les circonstances de la guerre retinrent l’armée royaliste de progresser plus avant dans le sud, ce qui donna le loisir aux révolutionnaires de se replier sur l’intendance de Salta, où furent postés des détachements d’avant-garde, tandis que le gros de l'armée du Nord se retirait vers le Tucumán. Là, en mars 1812, son commandant en chef, Juan Martín de Pueyrredón, passa le commandement au général Manuel Belgrano, ancien condisciple de Tristán à Salamanque. Belgrano mit fin au mouvement de retraite et avança avec son armée vers la ville de Jujuy.
Goyeneche sur ces entrefaites s’appliqua à pacifier le Haut-Pérou, s’attachant à gagner les faveurs de la population, laquelle avait gardé en mémoire les excès commis par lui en 1809. Dans le même temps, lorsqu’il s’agit pour lui d’étouffer la rébellion de Cochabamba, il n'hésita pas à employer la force. Une fois l’ordre rétabli dans le haut-Pérou, Goyeneche commença son offensive contre l’armée du Nord. Pío Tristan fut promu brigadier et placé à la tête de l’avant-garde royaliste, constituée de 3 000 hommes et cantonnée sur les rives de la rivière Suipacha.
En août 1812, Tristán se mit en mouvement par La Quiaca en direction de Jujuy, où il parvint à la fin du mois. Belgrano, mettant à exécution les directives de son gouvernement, avait ordonné le repli de son armée et l’évacuation de la population. Ainsi confronté, par cet exode dit Éxodo Jujeño, à la tactique de la terre rasée, Tristán continua néanmoins d’avancer sur les traces de l’armée de Belgrano. Celle-ci finit par s’arrêter dans la ville de Tucumán, pour y présenter bataille.

## Pío Tristán lors des batailles de Tucumán et de Salta

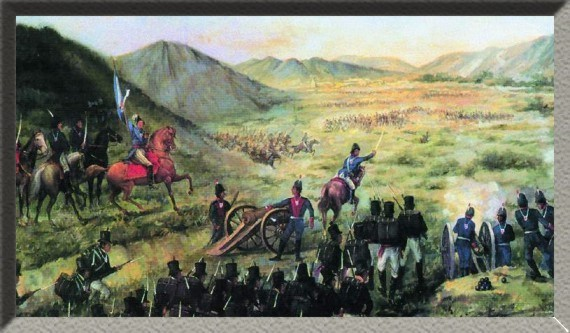
Bataille de Salta (1813).

Le 24 septembre 1812 eut lieu la bataille de Tucumán, lors de laquelle l’armée royaliste fut vaincue par une armée disposant pourtant de ressources moindres, placée sous les ordres du général Manuel Belgrano et du major-général Eustoquio Díaz Vélez. Si l’infanterie de Tristán resta maîtresse du terrain, les révolutionnaires réussirent à détruire les provisions des royalistes, puis se claquemurèrent dans la ville, refusant de capituler. Instruit de ce que Belgrano et la cavalerie patriote faisaient mouvement de sorte à lui couper la retraite, Tristán ordonna le repli vers le nord. Il recula jusqu'à la ville de Salta, où il renforça sa position dans l’attente de l’ennemi.
Lorsque Belgrano et Díaz Vélez se présentèrent aux abords de Salta en février 1813, Tristán fit sortir ses troupes de la ville pour l’attendre. Belgrano feignit une attaque frontale, alors que le gros des troupes patriotes exécutait une manœuvre d’encerclement. Pris entre deux feux, Tristán replia ses forces à l’intérieur de la ville et de disposa à offrir une dernière résistance autour de la Grand’Place, mais ne fut pas en mesure d’organiser ses troupes, qui refusèrent de défendre les tranchées et coururent chercher refuge dans la cathédrale. Finalement, Tristán, ayant décidé de capituler pour éviter une inutile effusion de sang, envoya un émissaire à Belgrano. Celui-ci accepta, en proposant des conditions honorables : il remit en liberté tous les combattants royalistes, moyennant seulement qu’ils fissent le serment de ne plus prendre les armes contre la Patrie. Dix-sept commandants en chef et officiers (y inclus Tristán lui-même) et près de 3 000 soldats, soit la totalité de l’avant-garde de l’armée de Goyeneche, furent faits prisonniers à l’issue de cette bataille.
Tenant parole, Tristán quitta l’armée et se retira dans son Arequipa natale.

## Rapports entre Tristán et Belgrano
Entre les deux commandants en chef, anciens condisciples, s’était établie une relation de respect, voire de cordialité, en accord avec certains usages chevaleresques de l'époque. Par exemple, lors de la bataille de Las Piedras, livrée le 3 septembre 1812, d’où sortirent victorieuses les troupes révolutionnaires rioplatenses sous les ordres d’Eustoquio Díaz Vélez, les hommes de Belgrano capturèrent un colonel royaliste, Agustín Huici. Tristán requit que le prisonnier fût traité avec humanité et respect, disant que lui-même ferait pareil avec les prisonniers patriotes en son pouvoir. Il envoya en outre cinquante onces d’or pour couvrir les frais de subsistance du prisonnier, et signa avec la mention :
« Campement de la GRANDE armée, septembre 1812 »
Belgrano, avec une touche d’humour, lui retourna les cinquante onces pour qu’avec elles il couvrît les dépenses des prisonniers patriotes et signa ainsi sa note :
« Quartier général de la PETITE armée, 17 septembre 1812 »
Belgrano pensait fermement pouvoir gagner à sa cause les Américains qui combattaient dans les rangs royalistes. C’est pourquoi il accepta de recevoir l’émissaire envoyé par Tristán en plein milieu de la bataille de Salta et lui répliqua :
« Dites à votre général que cela me fend le cœur de voir verser autant de sang américain et que je suis prêt à octroyer une capitulation honorable. »
Après la reddition, lorsque Tristán se disposa à remettre son épée à Belgrano, ainsi qui le voulait la coutume, le commandant patriote l’en empêcha et, en présence de tous, le serra dans ses bras. La promesse de s’abstenir désormais de lutter contre la Patrie était suffisante pour Belgrano, qui renonça donc à aller sus à son ennemi, contrairement à l’avis de ses officiers et de son gouvernement.
Tristán eut la possibilité de rompre sa promesse, après qu’un évêque royaliste les eut tous déclarés absous de leur serment, en arguant que la parole donnée aux révolutionnaires pouvait être trahie, attendu qu’il s’agissait d’hérétiques. De nombreux officiers et soldats furent de la sorte amenés à reprendre les armes, mais non Tristán.

## Activité politique dans le Pérou

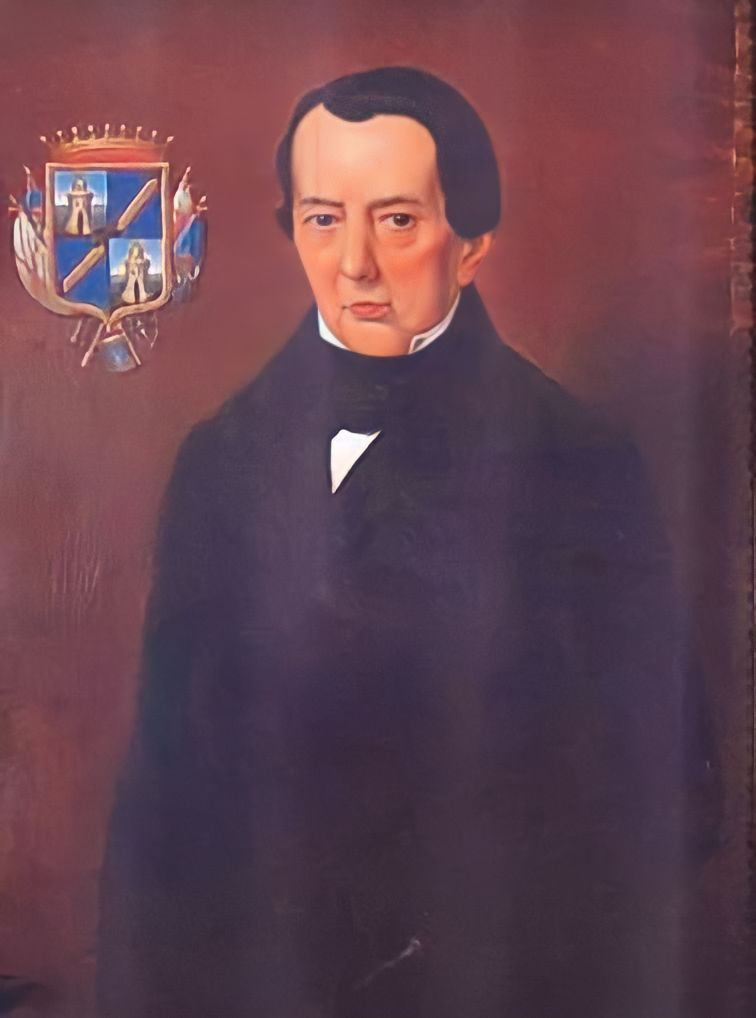
Pío Tristán, en qualité de vice-roi du Pérou.

Cependant, Tristán se vit de nouveau entraîné dans la guerre quand en 1814 éclata une révolte patriote à Cuzco. Des forces patriotes dépêchées par le brigadier Mateo Pumacahua attaquèrent Arequipa, et Tristán reprit alors les armes en défense de son sol natal. Il tomba prisonnier à la suite de la victoire patriote dans la bataille d’Apacheta, le 9 novembre 1814. Ce nonobstant, Tristán fut nommé par les patriotes gouverneur d’Arequipa, et après la défaite de ceux-ci, devint président de la Real Audiencia de Cuzco, en 1816.
En 1823, le vice-roi José de la Serna l’éleva au grade de maréchal des champs. Tristán s’engagea ensuite dans la lutte contre l’armée libératrice de Simón Bolívar. Après la défaite et la capture du vice-roi à la bataille d’Ayacucho le 9 décembre 1824, la Real Audiencia de Cuzco (ville pour lors capitale de la vice-royauté du Pérou) le désigna, le 16 du mois, vice-roi suppléant, fonction pour laquelle il prêta serment le 24 décembre. Cependant, six jours après sa prestation de serment, il fit publier une proclamation par laquelle il acceptait la capitulation d’Ayacucho telle que signée par le vice-roi De la Serna et reconnaissait l’indépendance de la république du Pérou. Il organisa ensuite la transition politique et régla le transfert des pouvoirs aux nouvelles autorités péruviennes.
Pío Tristán adopta les idées républicaines et fut nommé préfet d’Arequipa. Il se voua par la suite tout entier à l’activité politique, participant notamment à la création de la Confédération péruvio-bolivienne. En 1836, il fut nommé ministre d’État, puis présida l’État sud-péruvien entre 1838 et 1839. Il s’éteignit à Lima à l'âge de 87 ans, alors qu’il avait renoncé à toute activité publique.
L’écrivaine et militante féministe française Flora Tristan était sa nièce ; elle donna une description de son oncle dans son récit de voyages Pérégrinations d'une paria, paru en 1838.